# Gare de Bouillon
La gare de Bouillon est une station vicinale, fermée et désaffectée de la Société nationale des chemins de fer vicinaux (SNCV). Elle est située sur le territoire de la commune de Bouillon dans la province de Luxembourg, en Belgique.

## Histoire

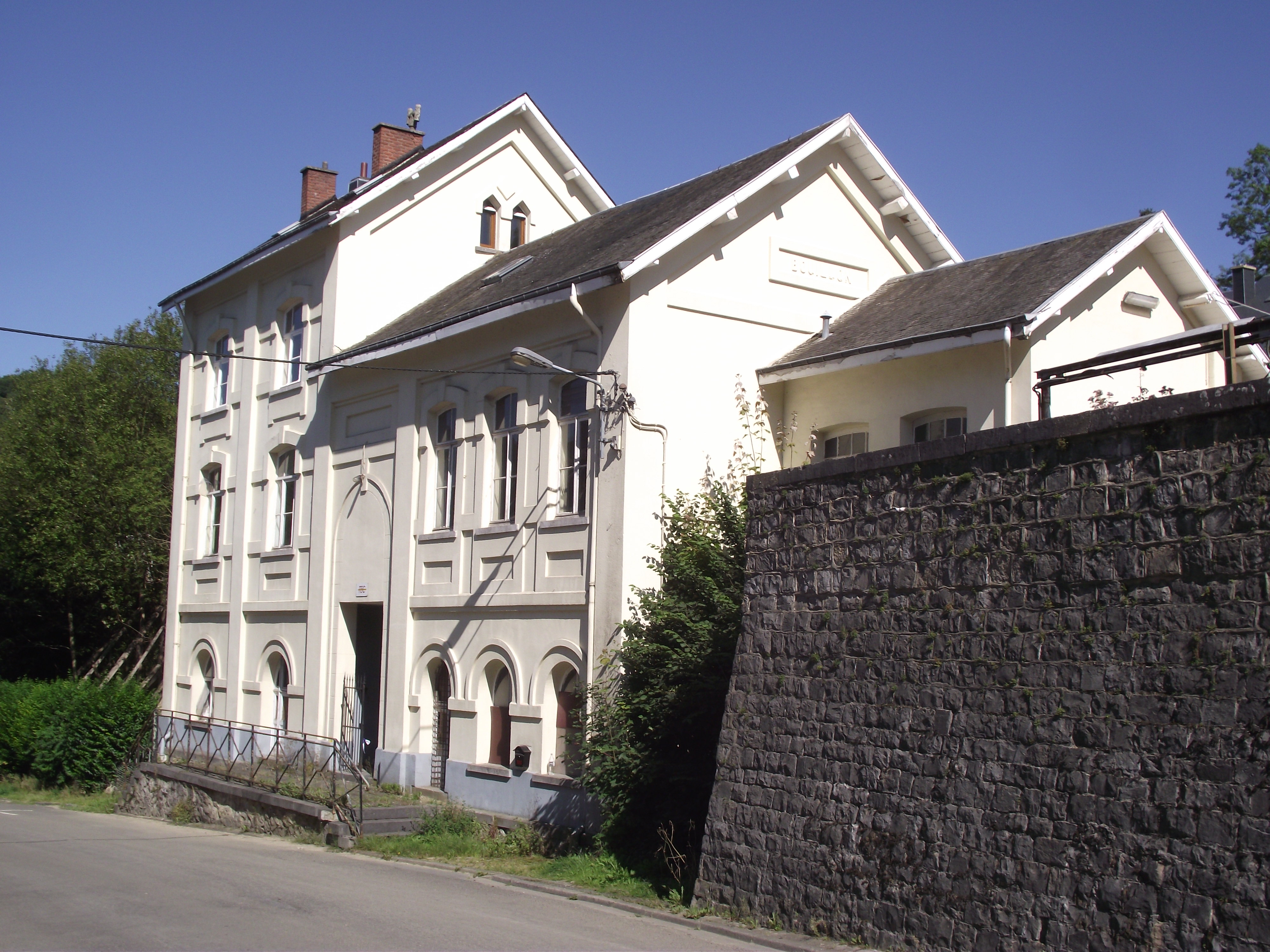
Le bâtiment des recettes vu depuis la rue de la station.

Le dépôt de Bouillon constitue à partir du 12 octobre 1890 le terminus de la ligne Bouillon - Paliseul puis à partir de 31 octobre 1907 celui de la ligne de Bouillon à Corbion. Ce dépôt est à l'origine construit du fait de l'isolement de la ligne Bouillon - Paliseul qui n'est reliée qu'en 1903 au reste du réseau de Poix avec la mise en service de la ligne Poix - Paliseul. Le dépôt établit au centre de Bouillon se compose d'un bâtiment des recettes le long de la rue faisant également office de bâtiment voyageurs ainsi que de diverses remises et ateliers pour l'entretien du matériel. Du fait du terrain escarpé, le bâtiment des recettes est en léger surplomb de la rue, côté voies, un quai est aménagé le long du bâtiment des recettes qui est doté d'une marquise, un escalier permettant l'accès depuis la rue.
Le dépôt de Bouillon a continué d'être utilisé par la SNCV puis par le TEC pour les autobus, il a cependant été déclassé en 2009 et remplacé par un nouveau dépôt situé à Menuchenet, remplaçant également le dépôt d'Alle-sur-Semois de l'ancienne ligne 553 Gedinne - Alle / Bohan.